# Asaccus kurdistanensis
Asaccus kurdistanensis е вид влечуго от семейство Phyllodactylidae.

## Разпространение
Видът е разпространен в Иран.